# Линокс (Ајова)
Линокс (енгл. Lenox) град је у америчкој савезној држави Ајова. По попису становништва из 2010. у њему је живело 1.407 становника.

## Демографија
Према попису становништва из 2010. у граду је живело 1.407 становника, што је 6 (0,4%) становника више него 2000. године.
| Група             | 2000.         | 2010.         |
| Белци             | 1.185 (84,6%) | 1.114 (79,2%) |
| Афроамериканци    | 0 (0,0%)      | 5 (0,4%)      |
| Азијати           | 10 (0,7%)     | 6 (0,4%)      |
| Хиспаноамериканци | 200 (14,3%)   | 278 (19,8%)   |
| Укупно            | 1.401         | 1.407         |